# Cambodia League (2007)
Cambodia League (2007) – 25. edycja najwyższej piłkarskiej klasy rozgrywkowej w Kambodży. W rozgrywkach wzięło udział 8 drużyn, grając systemem kołowym. Sezon prawdopodobnie rozpoczął się w lipcu, a zakończył się po 22 października 2007 roku. Tytułu nie obroniła drużyna Khemara Keila FC. Nowym mistrzem Kambodży został zespół Nagacorp FC. 

## Tabela końcowa
|   | Klub                            | M  | Br+/- | Pkt | Uwagi  |
| 1 | Nagacorp FC                     | 14 | +69   | 38  | Mistrz |
| 2 | Khemara Keila FC                | 14 | +37   | 30  |        |
| 3 | Phnom Penh Empire               | 14 | +41   | 29  |        |
| 4 | Royal Cambodian Armed Forces FC | 14 | +12   | 17  |        |
| 5 | Build Bright University FC      | 14 | -6    | 16  |        |
| 6 | Red Eagle FC                    | 14 | -11   | 16  |        |
| 7 | Lion Squad                      | 14 | -19   | 14  |        |
| 8 | Baksey Chamkrong FC             | 14 | -120  | 3   |        |

Źródło: RSSSF
Nie wiadomo po ile zwycięstw, remisów i porażek zanotowały poszczególne zespoły. Wiadomo tylko, że zespół Nagacorp FC podczas trwania całego sezonu nie poniósł żadnej porażki, zwyciężając 12 razy i 2 razy remisując.